# Hyalyris norella
Hyalyris norella är en fjärilsart som beskrevs av William Chapman Hewitson 1859. Hyalyris norella ingår i släktet Hyalyris och familjen praktfjärilar. Inga underarter finns listade i Catalogue of Life.